# 숀 로스
숀 로스(Shaun Ross, 1991년 5월 10일 ~ )는 미국의 모델, 배우, 댄서이다. 모델 사상 첫 번째 백색증(알비노) 남자 프로 모델이다.